# Regne de Gandhara
El regne de Gandhara fou un dels setze mahajanapades (regnes principals) hindús que van sorgir a finals del segle VII aC al nord de l'Índia i que són esmentats en textos budistes.

## Janapada
Gandhara té un paper important al Ramayana i al Mahabharata. Rama va consolidar el govern del regne Kosala sobre la península Índia i els seus germans i fills van governar els 16 Janapades en aquest temps (final del segle VII aC).
Al Mahabharata, la princesa Gandhari es va casar al rei cec de Hastinapur Dhritrashtra i fou la mare de Duryodhana i altres Kauraves. El príncep de Gandhara, Shakuni, estava en contra del matrimoni però el va acceptar per por d'una invasió des de Hastinapur. A continuació Shakuni va influir en el Kaurava príncep Duryodhana i va tenir un paper destacat en la gran guerra de Kurukshetra que va eliminar a tota la família de Kuru incloent Bhishma i un centenar de germans Kauraves. Segons les tradicions puràniques el janapada fou fundat per Gandhāra, fill d'Aruddha, un descendent de Yayāti. El príncep de Gandhara es diu que era descendent de la línia de Druhyu, que fou rei de la tribu Druhyu del període Rigvèdic. Segons el Vayu Purana (II.36.107), els Gandhares foren destruïts per Pramiti, àlies Kalika, a la mort de Kaliyuga.
Les primeres ciutats de Gandhara foren Puruṣapura (Peshawar), Takṣaśilā (Taxila) i Pushkalavati. Aquesta darrera fou la primera capital de Gandhara (fins al segle II quan fou traslladada a Peshawar). Fou un centre de pelegrinatge budista. Pushkalavati, a la vall de Peshawar estava situada a la confluència dels rius Swat i Kabul; el lloc és anomenat avui Prag (derivat de Prayāga) i considerat sagrat; la gent porta els seus mort allí per enterrament. Similar característiques geogràfiques es troben al lloc de Prang a Caixmir i també a la confluència del Ganges i el Yamuna Kashmir on hi ha la ciutat sagrada de Pratag
a l'oest de Benarés. La ciutat de Taxila fou un centre important d'ensenyament hindú i budista des del segle V aC fins al segle ii.
A la meitat del segle vi aC era rei de Gandhara Pukkusati (o Puixkarasarin) que va enviar una ambaixada a Bimbisara (rei de Magadha vers 542-492 aC) i va estar en guerra contra Pradyota d'Avanti, al que va derrotar.
Els exèrcits perses de Cir el Gran probablement van conquerir els regnes de Kamboja i Gandhara en una data propera al 530 aC. El seu fill Darios I ja esmenta el territori com a rebut en herència, si bé és possible que la submissió del territori al seu pare hagués de ser encara completada al pujar al tron.

## Restauració
Vers el 530 dC, el rajà de Mandasor a Malwa, Yashosdharman, en unes inscripcions, es vantà d'haver derrotat els "huna" (Heftalites) i d'haver obligat al seu rei Mihirakula a retre-li homenatge. Mihirakula sembla que, derrotat o no, va poder tornar al seu domini a Bactriana i Caixmir, i va estar també a Gandhara, on per causes desconegudes va exercir cruels represàlies, sobretot contra els budistes; els texts budistes només diuen que com a càstig va tenir una mort horrible. En la resta del segle el poder heftalita fou cada cop més dèbil. A la segona meitat del segle vi, Istami, yabghu dels turcs occidentals, va arribar a Talas, i va xocar amb els heftalites. Istami (Sindjibu en les fonts àrabs i romanes d'Orient) es va aliar als perses, governats llavors per Còsroes I el Just (una filla d'Istami es va casar amb Còsroes). A partir del 565 els heftalites, amenaçats al nord pels turcs, i a l'oest pels perses, van cedir terreny. Firdawsi dona al kan heftalita derrotat el nom de Ghatfar (al-Tabari diu Wazar o Waraz). Una teoria diu que després de la derrota es van dividir, i que una part va fugir a Occident, on van ser coneguts com els àvars (derivat de uarkhonites o varkhonites) i la resta va anar cap a l'Índia. Els turcs van ocupar Sogdiana i Pèrsia la Bactriana (que al cap de tres anys també va passar als turcs). Al mateix temps, a la zona de Kabul apareix en unes inscripcions i algunes monedes (possiblement encunyades a Andarab) un rei enigmàtic de nom npky MLK, que no se sap si era un rei del Zabulistan o es tracta del mateix regne heftalita (centrat a Bactriana).
És molt probable que derrotats els heftalites, elements d'aquests i dels kuixans, o de dels antics habitants del territori, els kamboges i els gandhares, agafessin o recuperessin el poder. Llavors apareixen alguns regnes com el de Gandhara (Peshawar), el de Kabul o Zabulistan (Kapisa), el de Jaguda (Gazni) el de Kainakan (Kandahar/Belutxistan), Bamiyan (a l'Afganistan centre-oest), Taank (Swat-Dir). A la vall del Kabul apareixen consolidats l'any 645 els kabulxàhides, una dinastia de la casta kxatriya de guerrers que podria ser d'origen kamboja (clan Axvaka). En aquest temps la dinastia de Gandhara ja s'havia extingit i el país havia passat a mans dels Kabulxàhides.